# ニアフンケ圏
ニアフンケ圏（ニアフンケけん、フランス語：Cercle de Niafunké）は、マリ共和国の地方行政区画でトンブクトゥ州を構成する圏のひとつ。行政の中心地は二アフンケにおかれる。下級単位のコミューンは8つあり、2009年の統計で人口は184,285人を数える。

## コミューン
ニアフンケ圏には以下のコミューンがある。
- バニカネ・ナラワ（fr:Banikane Narhawa）
- ディアンケ（fr:Dianké）
- フィットーガ（fr:Fittouga）
- クーメイラ（fr:Koumaïra）
- レレー（fr:Léré (Mali)）
- ンゴクー（fr:N'Gorkou）
- ソブーンドゥー（fr:Soboundou）
- ソーンピ（fr:Soumpi）